# Университетский (технопарк)
Технопарк высоких технологий «Университетский» — технопарк, расположенный в Екатеринбурге (Россия). Площадка для высокотехнологичных инновационных компаний.

## История создания
В рамках программы «Создание в Российской Федерации технопарков в сфере высоких технологий» проект создания Технопарка высоких технологий Свердловской области «Университетский» в августе 2014 был включен в федеральную инвестиционную программу на 2014 год и плановый период 2015—2016 годов. Федеральный бюджет выделил более 651 млн рублей, бюджет Свердловской области ещё около 845 миллионов рублей. Общая стоимость первого этапа строительства составила около 1,5 млрд рублей (1 миллиард рублей — это стоимость самого здания, около 0,5 миллиарда рублей — это затраты на создание инженерной инфраструктуры (водоснабжение, водоотведение, электроснабжение, теплоснабжение, сети связи)). А уже 30 декабря 2014 года министр связи и массовых коммуникаций России Николай Никифоров и губернатор Свердловской области Евгений Куйвашев торжественно открыли технопарк.
Декабрь 2018 года — более 70 компаний — резидентов. Резидентами создано более 1000 рабочих мест, с 2015 года нарастающим итогом оплачено более 623 миллионов рублей налогов.
Декабрь 2020 года - более 120 компаний  - резидентов. Управляющая компания технопарка - АО "Уральский университетский комплекс" . Технопарк высоких технологий Свердловской области начал операционную деятельность в 2016 году. Основной стратегической задачей Технопарка является повышение инновационного потенциала промышленности региона, развитие малых и средних инновационных предприятий, коммерциализация изобретений, наукоемких технологий и продвижение их на российский рынок.
Сегодня резидентами Технопарка является 121 компания.
Технопарк «Университетский» является региональным оператором Сколково в Свердловской области, а также аккредитованным центром коллективного пользования технопарка «Сколково».
Подразделениями Технопарка, Инжиниринговым центром и Региональным центром поддержки инноваций, выполняется большой объем заказов для предприятий Свердловской области и других регионов.
Как стать резидентом Технопарка? Начинающий технологический предприниматель обращается в управляющую компанию Технопарка и представляет свой проект. Эксперты оценивают проект и дают рекомендации Экспертному Совету Технопарка, который уже и принимает окончательное решение – быть или не быть данной компании резидентом. Компании- резиденты могут арендовать по специальным ценам офисы и лабораторные помещения, или места в коворкинге, им оказывается содействие в бухгалтерском, юридическом, IT-сопровождении, содействие в подборе кадров, к их услугам хакспейс с высокотехнологичным оборудованием, предоставляются услуги в сфере стандартизации,  сертификации, Инжиниринга, проектирования и прототипирования, услуги   Сервисного Центра Технопарка (защита интеллектуальной собственности и продвижение в английском, причем  компетенции Сервисного Центра будут наращиваться). Резиденты участвуют в мероприятиях Технопарка, в том числе и с участием представителей различных государственных структур и организаций, поддерживающих развитие инновационных проектов. Кроме всего прочего, компании –резиденты активно пользуются внутритехнопарковой кооперацией: обеспечивают доступ к своему оборудованию, изготавливают комплектующие, осуществляют продажу материалов и товаров по льготным ценам. Проект имеет право находиться «под крылом» технопарка не более пяти лет, затем он должен покинуть технопарк, либо предоставить новый проект, требующий развития, и при одобрении его Экспертным Советом, останется резидентом на новый срок.
В ближайших планах – строительство производственных корпусов для территориального совмещения офисных, лабораторных и производственных подразделений компаний-резидентов.
Инфраструктура: 51,2 Га - прилегающая территория, 28 000 кв.метров - общая площадь, 500 бесплатных парковочных мест.